# Vitalij Zacharčenko
Vitalij Jurijovyč Zacharčenko (in ucraino Віталій Юрійович Захарченко?, angl. Vitaliy Zakharchenko; Kostjantynivka, 20 gennaio 1963) è un politico ucraino, che ha tenuto il posto di Ministro dell'interno dal 7 novembre 2011 al 21 febbraio 2014, giorno nel quale è stato sospeso da tutti i suoi incarichi a seguito della caduta dell'ex presidente Viktor Janukovyč a seguito delle proteste dell'Euromaidan. In quella posizione era il capo della polizia ucraina.

## Biografia
Il generale di polizia Vitalij Zacharčenko è nato a Kostjantynivka, nella repubblica socialista ucraina, al tempo appartenente all'Unione Sovietica. Si è laureato presso il ramo di Riga della Scuola Superiore dell'URSS di Minsk nel 1991.
Ha iniziato la sua carriera con la polizia ucraina nella regione di Donec'k nel luglio 1981. Dal maggio 2008 al giugno 2010 ha ricoperto posizioni di primo piano nell'ufficio del Fisco di Poltava.
Il presidente ucraino Viktor Janukovyč ha poi nominato Zacharčenko come capo dell'Amministrazione Fiscale Statale il 25 dicembre 2010. Il 7 novembre 2011, il presidente lo ha nominato Ministro dell'Interno d'Ucraina, in sostituzione di Anatolij Mohyl'ov, che era stato nominato nuovo Primo ministro della Crimea; contemporaneamente, Janukovyč nominò Oleksandr Klymenko a capo dell'Amministrazione Fiscale Statale.
Il parlamento ucraino ha sospeso Zacharčenko dalle sue funzioni il 21 febbraio 2014 per l'uso indiscriminato della forza contro i manifestanti nelle rivolte di Euromaidan del febbraio 2014.
Secondo i media ucraini, Zacharčenko è un caro amico del figlio Viktor Viktorovyč Janukovyč anche se l'ex presidente, attraverso il suo servizio stampa, ha negato di nominare individui alle più alte cariche di governo in base alla loro fedeltà personale e la vicinanza alla sua famiglia ma piuttosto per le qualifiche esibite. 
Essendo un funzionario del Ministero degli Interni non gli era permesso di essere membro di alcun politico partito. 
C'è il sospetto che il ministro possedesse il solo giacimento d'oro attivo in Ucraina situato nell'oblast' della Transcarpazia.